# Conseil central des musulmans d'Allemagne
Le Conseil central des musulmans d’Allemagne (Zentralrat der Muslime in Deutschland e. V.) est avec l'Islamrat für die Bundesrepublik Deutschland une des plus importantes fédérations du culte musulman en Allemagne. Le président  est Ayyub Axel Köhler. Le siège de l'association se trouve à Cologne. Le Conseil central des musulmans d’Allemagne compte à l’heure actuelle 12 000 membres.
Avec l'Islamrat für die Bundesrepublik Deutschland, il a fondé des comités qui travaillent pour l'introduction de l'instruction religieuse musulmane en Allemagne.

## Associations membres
- Bundesverband für Islamische Tätigkeiten e.V.
- Deutsche Muslim-Liga Bonn e.V. (DML BONN)
- Deutsche Muslim-Liga  e.V. (DML)
- Haqqani Trust - Verein für neue deutsche Muslime e.V.
- Haus des Islam e.V. (HDI)
- Islamische Arbeitsgemeinschaft für Sozial- und Erziehungsberufe e.V. (IASE)
- Islamische Gemeinschaft in Deutschland e.V. (IGD)
- Islamisches Bildungswerk e.V. (IBW)
- Islamische Gemeinschaft in Hamburg (IGH)
- Islamische Religionsgemeinschaft Berlin
- Islamisches Zentrum Aachen e.V. (IZA)
- Islamisches Zentrum Hamburg e.V. (IZH)
- Islamisches Zentrum München e.V. (IZM)
- Muslimische Studentenvereinigung in Deutschland e.V. (MSV)
- Union der Islamisch Albanischen Zentren in Deutschland (UIAZD)
- Union der Türkisch-Islamischen Kulturvereine in Europa e.V. (ATIB)
- Vereinigung islamischer Gemeinden der Bosniaken in Deutschland e.V. (VIGB)

Quelques associations sont en faveur de l’interprétation stricte de la Charia. 
Différentes associations ont eu des liens avec Milli Görüş.